# Cristina Flutur
Cristina Flutur (nacida en Iași, Romania) es una actriz de teatro y televisión.
En 2012 ella ha sido reconocida internacionalmente por haber interpretado y protagonizado Más allá de las colinas, película de Cristian Mungiu en donde actuó junto a Cosmina Stratan. Esto le valió un premio en el Fsetival de Cannes.

## Premios y distinciones
Festival Internacional de Cine de Cannes
| Año  | Categoría    | Película                | Resultado |
| ---- | ------------ | ----------------------- | --------- |
| 2012 | Mejor actriz | Más allá de las colinas | Ganadora  |